# شان بریدجرز
شان بریدجرز (انگلیسی: Sean Bridgers؛ زادهٔ ۱۵ مارس ۱۹۶۸) هنرپیشه، فیلمنامه‌نویس و تهیه کننده اهل کشور ایالات متحده آمریکا است. وی از سال ۱۹۹۱ میلادی تاکنون مشغول فعالیت بوده‌است.

## قسمتی از فیلمشناسی
- نل -۱۹۹۴
- حفاظت بی‌شعور-۲۰۰۸
- چهره کوزه-۲۰۱۲
- بهترین من -۲۰۱۴
- مکان‌های تاریک -۲۰۱۵
- اتاق -۲۰۱۵
- شاخه خشکیده درخت (مجموعهٔ تلویزیونی)